# Tryptyk Portinarich

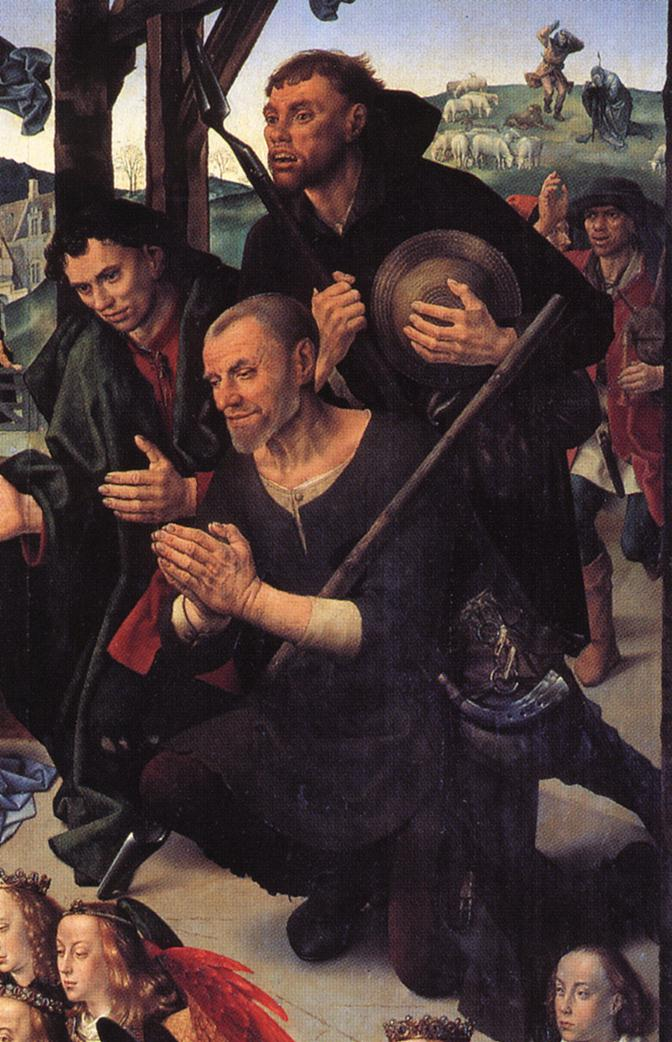
Fragment środkowego panelu przedstawiający pokłon pasterzy

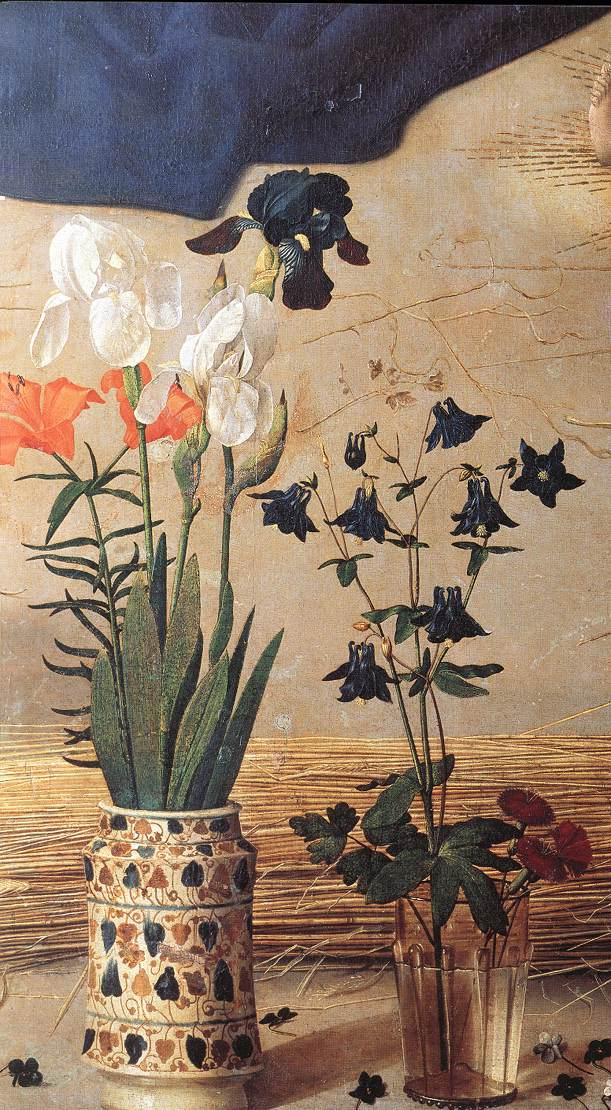
Martwa natura

Tryptyk Portinarich, Pokłon pasterzy (niderl. Portinari-altaar) – ołtarz Hugona van der Goesa, wykonany w technice olejnej na desce.

## Charakterystyka
Tryptyk został zamówiony przez bankiera Medyceuszy Tommasa Portinariego dla kościoła szpitalnego San Egidio, położonego na terenie szpitala Santa Maria Nuova we Florencji. Dzieło namalowane zostało w Brugii ok. 1475 r., przetransportowane do Florencji w 1483 (?) i umieszczone w szpitalnym kościele, a w 1900 przeniesione do Galerii Uffizi. Szerokość centralnej sceny wynosi 304 cm, a szerokość każdego skrzydła – 141 cm.

## Opis
Zamknięty ołtarz przedstawia scenę Zwiastowania wykonaną w technice grisaille. W scenie głównej ołtarza widoczny jest placyk, pośrodku którego leży Dzieciątko Jezus. Nad nim pochyla się Matka Boska. Z lewej strony widać św. Józefa, a po prawej – grupę trzech pasterzy. Dookoła rozmieszczone są w rozmaitych pozach anioły. Na pierwszym planie zostały namalowane rozmaite kwiaty będące atrybutami Marii: lilie, irysy, orliki i goździki w wazonach i porozrzucane na ziemi fiołki.
Lewe skrzydło ołtarza przedstawia świętych Antoniego i Tomasza razem z donatorem – Tommasem Portinarim oraz jego synami (Antoniem i Pigellem). W tle umieszczona została scena przybycia Marii i Józefa do Betlejem. Prawe skrzydło przedstawia natomiast święte Małgorzatę (z księgą i krzyżem w ręku) i Marię Magdalenę (z naczyniem) oraz Marię Maddalenę Baroncelli, żonę Tommasa i jej córkę Margheritę
Portinari. Za nimi rozciąga się rozległy krajobraz, poprzez który podróżują Trzej Królowie.
Nastrój sceny nie jest tak radosny, jak w innych dziełach o tej tematyce, tworzonych przez współczesnych Hugonowi van der Goesowi. Surowe i skupione twarze aniołów, bladość Marii, powaga na twarzy św. Józefa, a ponadto irysy będące symbolem boleści Marii – wszystko to przypomina o Zbawieniu, które ma się dokonać przez męczeńską śmierć.
Grupa pasterzy z prawej strony głównej sceny ilustruje trzy różne stany emocjonalne i fazy ruchu. Jeden z pasterzy dopiero dobiegł do stajenki. Zdyszany i zaniepokojony gwałtownie przechyla się, aby dojrzeć co się dzieje. Drugi, klękający, właśnie dostrzegł Dzieciątko, a na jego twarzy maluje się lekko bojaźliwa czułość. Trzeci, najstarszy z nich klęczy łagodnie się uśmiechając, pełen wzruszenia adoruje Dzieciątko.
Pośrodku centralnego panelu znajdują się symboliczne przedmioty. Snop zboża, ma symbolizować Ostatnia Wieczerzę i podzielenie chleba pomiędzy apostołami. Lilie stanowią tradycyjny symbol czystości i dziewictwa. W szklanym wazonie znajduje się siedem kwiatów orlika co ma symbolizować siedem trosk Dziewicy, czyli siedem chwil rozpaczy w życiu Maryi.
W tle rozgrywają się sceny nawiązujące do centralnego panelu: Święta Rodzina ucieka do Egiptu (po lewej stronie), Trzej Królowie udają się do stajenki (po prawej stronie) i scena z aniołem przekazującym dobrą nowinę pasterzom (po prawej stronie na centralnym panelu).